# Schizonycha hamifera
Schizonycha hamifera är en skalbaggsart som beskrevs av Moser 1914. Schizonycha hamifera ingår i släktet Schizonycha och familjen Melolonthidae. Inga underarter finns listade i Catalogue of Life.